# Lilly (Pennsylvanie)
Pour les articles homonymes, voir Lilly.
Lilly est un borough situé à l'est du comté de Cambria, en Pennsylvanie, aux États-Unis,. En 2010, il comptait une population de 968 habitants. Il est incorporé le 11 juin 1883.

## Démographie
Lors du recensement de 2010, le borough comptait une population de 968 habitants. Elle est estimée, le 1er juillet 2019, à 892 habitants.

### Source de la traduction
- (en) Cet article est partiellement ou en totalité issu de l’article de Wikipédia en anglais intitulé « Lilly, Pennsylvania » (voir la liste des auteurs).